# Taglio di Goodale
Il taglio di Goodale, o Goodale's Cutoff, dal nome della guida Timothy (Tim) Goodale, costituiva un tratto alternativo lungo la pista dell'Oregon che iniziava in Idaho, negli Stati Uniti.

## Descrizione
Questo tratto lasciava la pista dell'Oregon presso Fort Hall, attraversava la pianura del fiume Snake verso Lost River e poi svoltava a Ovest verso l'area di Boise, attraversando Camas Prairie. Si ricongiungeva al percorso principale da Ditto Creek a Boise, poi andava a Nord del percorso principale, attraversando il fiume Snake in Oregon presso Brownlee. In Oregon, attualmente, i viaggiatori possono raggiungere le aree di Eagle Valley e Pine Valley e le miniere d'oro in Auburn. Il percorso alternativo si ricongiungeva con il percorso principale, la pista dell'Oregon presso il fiume Powder, vicino Baker City.

## Storia
Nel 1852, John Jeffrey iniziò a promuovere un percorso seguendo i percorsi tradizionali degli Shoshoni per generare affari per le sue imbarcazioni di linea sul fiume Blackfoot. Il taglio di Goodale venne utilizzato solo limitatamente dal 1852–54. Entro il 1862, le tribù degli Shoshoni del Nord e dei Bannock iniziarono a opporre resistenza all'intrusione dei coloni nelle loro terre e quello stesso anno gli Shoshoni tesero un'imboscata a una carovana presso Massacre Rock, uccidendo 10 persone. Sempre nel 1862 Tim Goodale guidò un gruppo di 1095 persone, 338 carri e 2900 capi di bestiame in modo sicuro da Fort Hall a Old Fort Boise lungo il percorso sperimentato da Jeffrey. Entro il 1863, sette carri su dieci in viaggio da Fort Hall a Boise percorrevano il taglio di Goodale invece del percorso principale della pista dell'Oregon. Il taglio di Goodale è visibile in molti punti lungo le autostrade U.S. Route 20, U.S. Route 26 e U.S. Route 93 tra il Monumento e Riserva Nazionale Craters of the Moon e Carey 

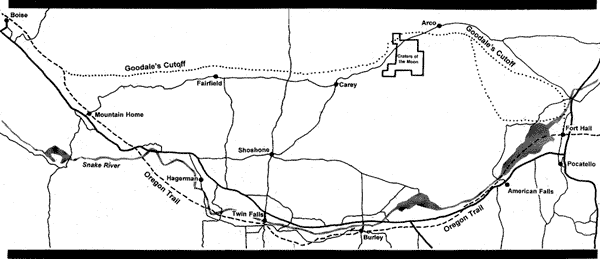
Taglio di Goodale, 1862

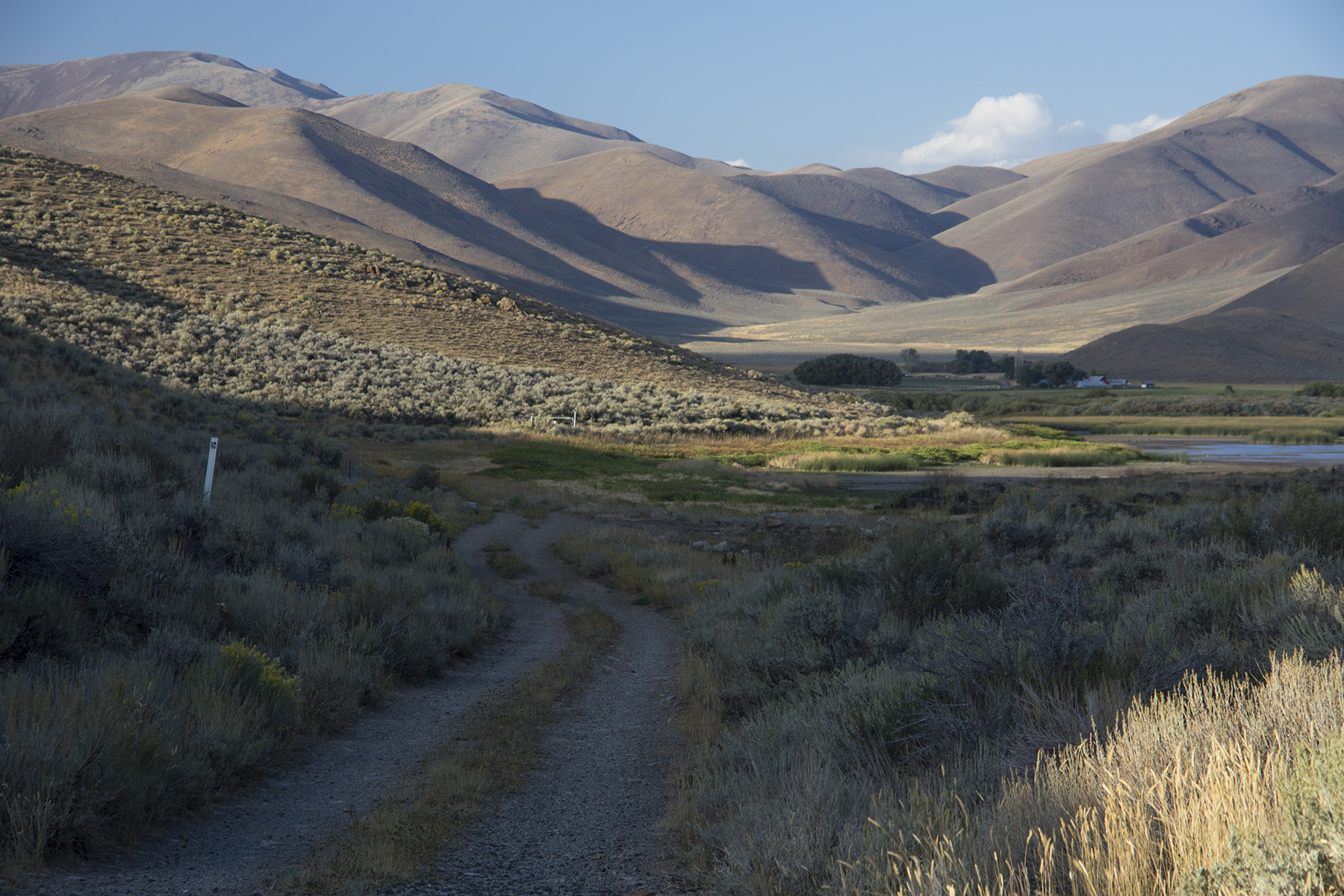
Taglio di Goodale della Pista dell'Oregon presso Lava Lake, a ovest di Arco (Idaho) e ad est di Carey (Idaho), lungo la US Highway 26